# Crassispira rugitecta
Crassispira rugitecta é uma espécie de gastrópode do gênero Crassispira, pertencente à família Pseudomelatomidae.